# Otto Witt
Otto Witt (* 15. November 1875 in Falun; † 10. Oktober 1923) war ein schwedischer Ingenieur und Autor.

## Leben
Otto Witt war der Sohn eines Ingenieurs, der in der Kupfermine von Falun arbeitete. Er schlug den gleichen Berufsweg ein und studierte in Norrköping und an der Bergakademie Freiberg. Zwischen 1897 und 1909 war er als Ingenieur in Finnland und Norwegen tätig. So arbeitete er in den Kupferwerken von Pitkäranta, in der Goldmine in Eidsvoll, Silbermine in Svenningdal und Kupferwerk in Kaafjord. Danach kehrte er nach Schweden zurück, wo er als Schriftsteller wirkte.
Witt war eine der prominenten Persönlichkeiten der frühen schwedischen Science Fiction. Er publizierte über dreißig Bücher und die Zeitschrift Hugin (1916–1920), welche mitunter als erstes schwedisches Science-Fiction-Magazin bezeichnet wird, aber abgesehen von einigen SF-Anteilen überwiegend populärwissenschaftliche Texte enthielt. In seinen Büchern verkörpert meistens ein innovativer Ingenieur den Helden, welcher konservativen Wissenschaftstheoretikern als Feinden oder Versagern gegenübersteht. Neben Science-Fiction schrieb Witt auch einige Detektivromane, deren Handlung ebenfalls häufig auf technisch-wissenschaftlichen Gegebenheiten beruht und die ausführliche populärwissenschaftliche Erklärungen enthalten.

## Werke (Auswahl)
- De sista människorna. Åhlén & Åkerlund, Stockholm 1911.
- Det magnetiska luftskeppet. Bonnier, Stockholm 1912.
- Det mystiska ljuset. Åhlén & Åkerlund, Stockholm 1912.
- Guldgrufvan. Åhlén & Åkerlund, Stockholm 1912.
- Jordens inre. Åhlén & Åkerlund, Stockholm 1912.
- Skapelsen: urtidsroman. Åhlén & Åkerlund, Stockholm 1912.
- I de sväfvande trädgårdarne. Lundquist, Stockholm 1913.
- Den underbara spegeln. Västra Sverige, Göteborg 1914.
- En tusenårig hemlighet. Västra Sverige, Göteborg 1914.
- Monsieur X. Nordiska förlaget, Stockholm 1914.
- Tekniska sagor för stora och små. Hökerberg, Stockholm 1914.
- Krigets tekniska sagor för stora och små. Högerberg, Stockholm 1915.
- Amerikas hämnd för Lusitania: romantiserad skildring. Åhlén & Åkerlund, Stockholm 1915.
- Hur månen erövrades. Bonnier, Stockholm 1915.
- Orangeriets hemlighet. Hugin, Stockholm 1916.
- Den hemlighetsfulla stjärnan. Hugin, Stockholm 1917.
- Kvinnan: Sagodikt i fyra episoder. Hugin, Stockholm 1917.